# André Levret

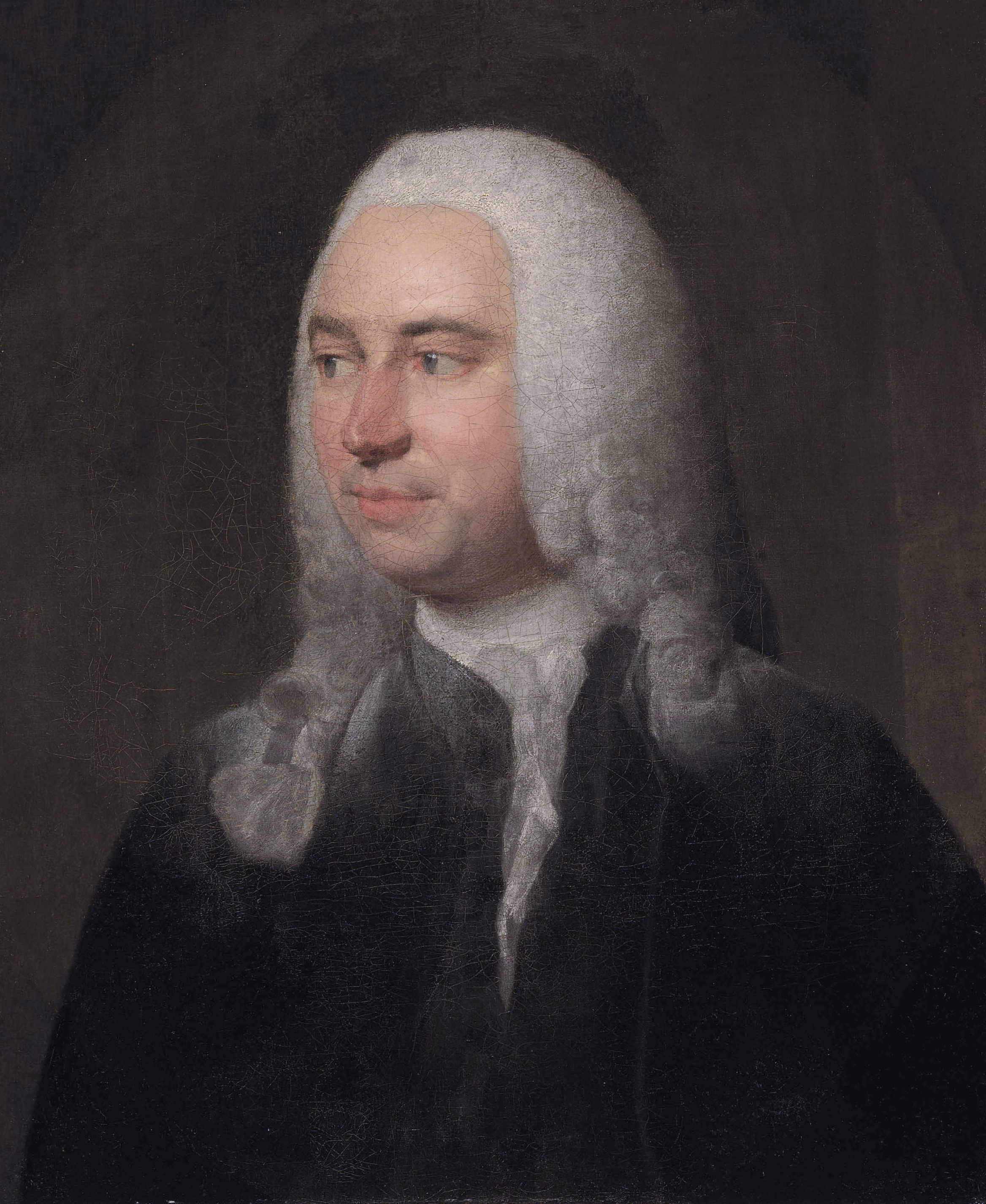
André Levret (Jean-Siméon Chardin)

André Levret,  född 1703 i Paris, död där 1780, var en fransk läkare.
Levret inlade betydande förtjänster såväl om förlossningstången, dess användning och indikationer som om kejsarsnittet och om andra inom obstetriken använda operationer. Hans viktigaste arbeten är Sur les causes et les accidents de plusieurs accouchements laborieux (fjärde upplagan, 1747-70), L’art des accouchements (1753; flera upplagor) och Traité des accouchements laborieux (1770). Han var ledamot av franska kirurgiska akademien.